# Records of the Southern Mist House
Records of the Southern Mist House (chino: 南煙齋筆錄, mandarín: Nán Yān Zhāi Bǐ Lù) también conocida como The Love of Hypnosis, es una serie de televisión china que será transmitida en el 2021.
La serie está basada en el manhua "Records of the Southern Mist House" (悲伤逆流成河) de los escritores Ke Xiaosha y Zuo Xiaoling.

## Sinopsis
La serie comienza cuando Ye Shen, un trabajador de cuello blanco descubre viejos registros en el hogar de su infancia, lo que lleva la historia hasta el final de Qing y el comienzo de la era Republicana. 
Por otro lado Lu Mansheng, es una mujer con una habilidad única y una misión especial, puede ayudar a hombres y mujeres a superar sus problemas emocionales y dejarlos sin remordimientos, independientemente del resultado, sin embargo, su propia experiencia en el amor no está libre de problemas.

## Reparto

### Personajes principales[3]
| Actor                   | Personaje   | N.º de episodios | Notas                                                                           |
| ----------------------- | ----------- | ---------------- | ------------------------------------------------------------------------------- |
| Liu Yifei (Crystal Liu) | Lu Mansheng | -                | Es una joven mujer misteriosa que vende esencias en "Nanyan Studio".            |
| Jing Boran              | Ye Shen     | -                | Es un joven patriota que también parece tener algún tipo de poder sobrenatural. |

### Personajes secundarios
| Actor         | Personaje      | N.º de episodios | Notas |
| ------------- | -------------- | ---------------- | ----- |
| Zhao Lixin    | Wei Zhishen    | -                |       |
| Wei Daxun     | Zhao Xinzhi    | -                |       |
| Liu Mintao    | Yun Niang      | -                |       |
| Jin Hao       | Yuan Shichen   | -                |       |
| Zhang Hanyun  | Dai Wanqing    | -                |       |
| Xuan Lu       | Yan Suwei      | -                |       |
| Tian Xiaojie  | Hua Bo         | -                |       |
| Li Mengying   | Lu Ni          | -                |       |
| Chen Yingying | Lu Fu          | -                |       |
| Wang Kaiyi    | Song Qing      | -                |       |
| Yi Zhixuan    | Jiang Lian     | -                |       |
| Yu Fangyi     | Guang Jun      | -                |       |
| Quan Peilun   | Lin Mosheng    | -                |       |
| Sun Qijun     | Dong Xiaochuan | -                |       |
| Xu Shaoying   | -              | -                |       |
| Wang Kaiyi    | Song Lian      | -                |       |

## Episodios
La serie estará conformada por 55 episodios.

## Producción
La serie estará basada en el manhua "Records of the Southern Mist House" de Ke Xiaosha y Zuo Xiaoling.
También es conocida como "The Love of Hypnosis".
Contará con los directores Liu Haibo, Zhang Silin, Yip Chiu-yee y Wu Jiuxi, este último también será el escritor. También contará con la productora Li Na y el productor ejecutivo William Chang, quien también está involucrado en el diseño del vestuario para la serie.
La producción principal comenzó el 28 de noviembre del 2017 en Hengdian World Studios y concluyó el 15 de junio del 2018. 
La serie contará con el apoyo de las compañía de producción "Brandcore Entertainment", "Ent. Evolution", "Sky Arise Pictures", "Sina Weibo", "Tiandao Zhishan", "Daent TV", "Flying Youth Culture Media Company" y "Senyu Culture".